# دار الرئاسة (صنعاء)
دار الرئاسة هو مبنى رئاسي ذو مساحة واسعة يقع في ميدان السبعين الكائن بمديرية السبعين جنوب العاصمة صنعاء يمارس فيه رئيس الجمهورية مهامه ويوجد خلفه «جبل النهدين»، والذي تتمركز في قمته وقاعدته معسكرات تابعة للحرس الرئاسي التابع لقوات الحماية الرئاسية .

## فكرة وتاريخ بنائها
أمر ببناء دار الرئاسة الرئيس اليمني الراحل علي عبدالله صالح في العام 1984، أي بعد توليه الرئاسة بست سنوات، واستمر بنائها 4 سنوات (من 1984 إلى 1988). وهي غير القصر الجمهوري التقليدي الكائن بوسط العاصمة، في شارع جمال عبدالناصر، بمديرية التحرير، جوار السفارتين المصرية والصينية، والذي ظل منذ قيام ثورة 26 سبتمبر في العام 1962 وحتى العام 1988 مقراً لمزاولة رؤساء الجمهورية مهام أعمالهم، وأصبح بفعل التطور الديموغرافي والسكاني الهائل للعاصمة صنعاء غير ملائم لأن يظل مقراً وظيفيًا لرؤساء الجمهورية كونه أصبح وسط العاصمة وفي وسط أكثر أحياءها ازدحاماً، وأصبحت بالتالي حركة الرؤساء ورجال الدولة من وإلى القصر في غاية الصعوبة. ومن هنا جاءت فكرة إنشاء دار الرئاسة خارج أحياء العاصمة  كمقر جديد لرئاسة الجمهورية، غير أن استمرار التوسع والتطور العمراني وتزايد معدلات النمو السكاني في جميع الاتجاهات المحيطة بالعاصمة، تجاوزت منذ عشرين عاماً دار الرئاسة بعشرات الكيلو مترات وأصبحت هي نفسها جزء من وسط العاصمة.

## تاريخ وأحداث
طالع أيضاً معركة دار الرئاسة، تفجير جامع دار الرئاسة و جامع النهدين
سيطر المسلحون الحوثيون على دار الرئاسة ومقرات قوات الحماية الرئاسية في 19 يناير 2015 بعد اشتباكات مع الحرس الرئاسي، 